# Marquesado de Quintanar
El Marquesado de Quintanar es un título nobiliario español concedido el 28 de agosto de 1714 por el rey Felipe V, a favor de Pedro de Chaves-Girón de la Hoz y Carrillo Mendoza.
La reina Isabel II concedió a este título la Grandeza de España el 22 de septiembre de 1851, siendo V marqués de Quintanar, Francisco de Paula de Chaves y Centurión.

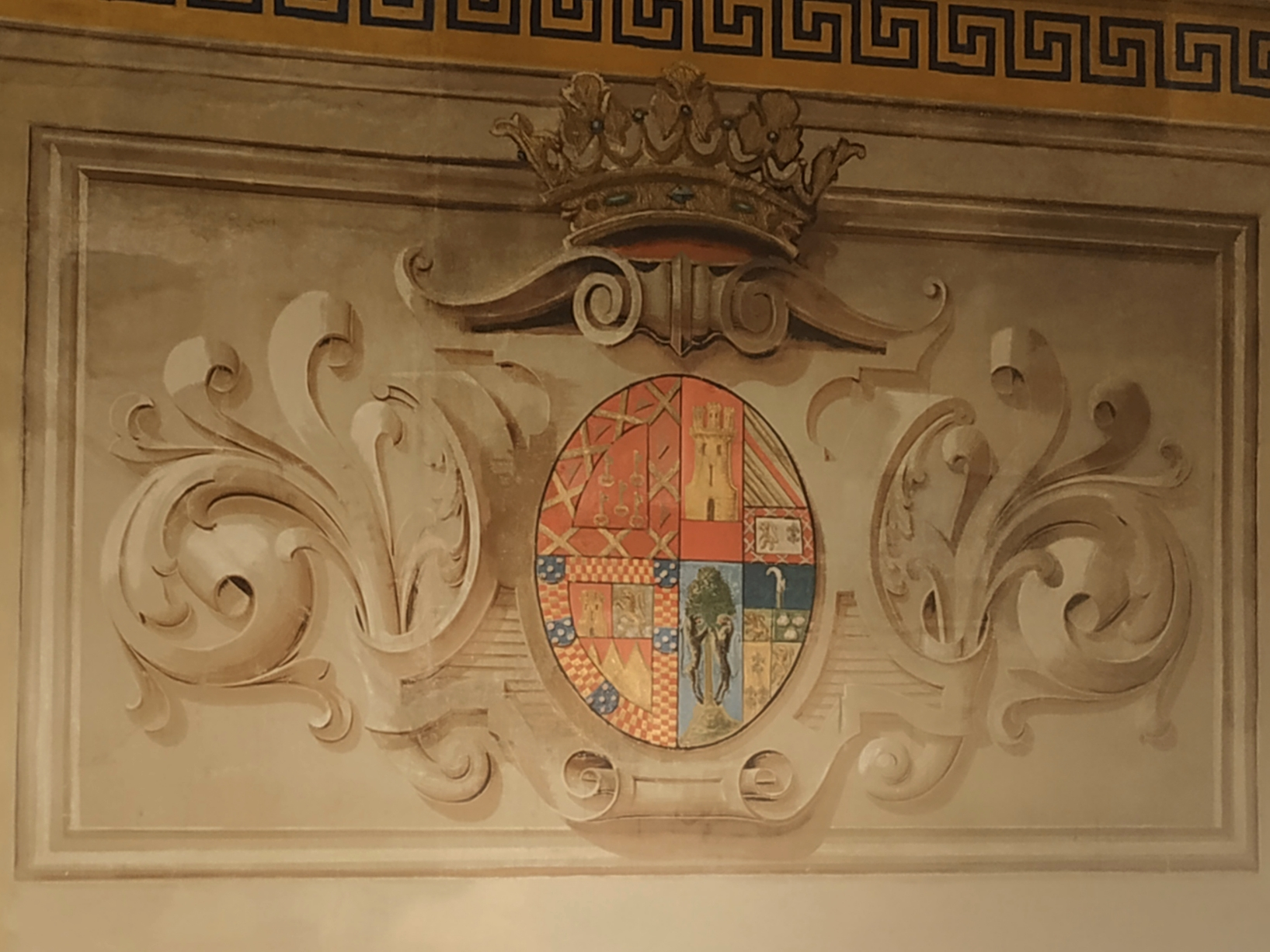
Escudo del Marquesado de Quintanar situado en el Palacio de los Marqueses de Quintanar (Segovia)

## Marqueses de Quintanar
|                                                    | Titular                                               | Periodo                         | Casa                            |
| Creación por Felipe V de España                    | Creación por Felipe V de España                       | Creación por Felipe V de España | Creación por Felipe V de España |
| -------------------------------------------------- | ----------------------------------------------------- | ------------------------------- | ------------------------------- |
| I                                                  | Pedro de Chaves-Girón de la Hoz y Carrillo de Mendoza | 1714- ¿?                        | Casa de Chaves                  |
| II                                                 | Manuel de Chaves y Salcedo                            | ¿? -1767                        | Casa de Chaves                  |
| III                                                | Francisco José de Chaves-Girón y Contreras-Girón      | 1767- ¿?                        | Casa de Chaves                  |
| IV                                                 | Victoriano de Chaves-Girón y Contreras-Girón          | ¿? -1845                        | Casa de Chaves                  |
| Grandeza perpetua otorgada por Isabel II de España |                                                       |                                 |                                 |
| V                                                  | Francisco de Paula de Chaves y Centurión              | 1848-1854                       | Casa de Chaves                  |
| VI                                                 | Francisco de Paula de Chaves y Armada                 | 1859-1910                       | Casa de Chaves                  |
| VII                                                | Antonio Gallego de Chaves                             | 1910-1916                       | Casa de Chaves                  |
| VIII                                               | Fernando Gallego de Chaves y Calleja                  | 1917- ¿?                        | Casa de Chaves                  |
| IX                                                 | Antonio Gallego de Chaves y Escudero                  | 1976-                           | Casa de Chaves                  |

## Historia de los marqueses de Quintanar
- Pedro de Chaves-Girón de la Hoz y Carrillo de Mendoza, I marqués de Quintanar. Sin descendientes, le sucedió su sobrino.

1. Casó con Ventura de Contreras y Girón.

- Manuel de Chaves y Contreras (1680-1767), II marqués de Quintanar. Le sucedió su hijo.

1. Casado en primeras nupcias con María Teresa Bravo de Mendoza.
2. Casado en segundas nupcias con Francisca Josefa de Contreras.

- Francisco José de Chaves-Girón y Contreras (n. en 1730), III marqués de Quintanar. Le sucedió su hijo.

- Victoriano de Chaves-Girón y Contreras-Girón (1765-1845), IV marqués de Quintanar. Le sucedió su nieto.

1. Casó con María de la Fuencisla de Artacho y Chaves, VI condesa de Santibáñez del Río.

- Francisco de Paula de Chaves y Centurión (1821-1854), V marqués de Quintanar y IX conde de Santibáñez del Río. Le sucedió su hijo.

1. Casado con María de la Paz Armada ( ¿? -1846).

- Francisco de Paula de Chaves y Armada (1848-1910), VI marqués de Quintanar y X conde de Santibáñez del Río. Le sucedió su primo hermano.

- Antonio Gallego de Chaves (1856-1916), VII marqués de Quintanar y XI conde de Santibáñez del Río. Le sucedió su hijo.

1. Casado con Lucía Calleja y Fernández (1863- ¿? ).

- Fernando Gallego de Chaves y Calleja (1889-1974), VIII marqués de Quintanar, III marqués de Velagómez, XII conde de Santibáñez del Río y XI conde de Cobatillas. Le sucedió su hijo.

1. Casado con Elena Escudero y Ohaco.

- Antonio Gallego de Chaves y Escudero (n. en 1935), IX marqués de Quintanar, IV marqués de Velagómez y XII conde de Cobatillas.

1. Casado con Belén Castillo Moreno, hija del VI marqués de Jura Real.

## Árbol genealógico
| Pedro de Chaves-Girón y de la Hoz ( ¿? - ¿? )                                            |                                                                                          |                                                                                          |                                                                                          |                                                                                          |                                                                                          |  |  |                                                                                       |                                                                             |                                                                             |                                                                             |                                                                             |                                                                             |  |  |                                                                            |                                                               |                                                               |                                                               |                                                               |                                                               |  |  |  |  |  |  |  |  |  |  |
|                                                                                          |                                                                                          |                                                                                          |                                                                                          |                                                                                          |                                                                                          |  |  |                                                                                       |                                                                             |                                                                             |                                                                             |                                                                             |                                                                             |  |  |                                                                            |                                                               |                                                               |                                                               |                                                               |                                                               |  |  |  |  |  |  |  |  |  |  |
|                                                                                          |                                                                                          |                                                                                          |                                                                                          |                                                                                          |                                                                                          |  |  |                                                                                       |                                                                             |                                                                             |                                                                             |                                                                             |                                                                             |  |  |                                                                            |                                                               |                                                               |                                                               |                                                               |                                                               |  |  |  |  |  |  |  |  |  |  |
| Pedro de Chaves-Girón de la Hoz y Carrillo de Mendoza I marqués de Quintanar ( ¿? - ¿? ) | Pedro de Chaves-Girón de la Hoz y Carrillo de Mendoza I marqués de Quintanar ( ¿? - ¿? ) | Pedro de Chaves-Girón de la Hoz y Carrillo de Mendoza I marqués de Quintanar ( ¿? - ¿? ) | Pedro de Chaves-Girón de la Hoz y Carrillo de Mendoza I marqués de Quintanar ( ¿? - ¿? ) | Pedro de Chaves-Girón de la Hoz y Carrillo de Mendoza I marqués de Quintanar ( ¿? - ¿? ) | Pedro de Chaves-Girón de la Hoz y Carrillo de Mendoza I marqués de Quintanar ( ¿? - ¿? ) |  |  | Francisco de Chaves-Girón de la Hoz y Carrillo de Mendoza ( ¿? - ¿? )                 | Francisco de Chaves-Girón de la Hoz y Carrillo de Mendoza ( ¿? - ¿? )       | Francisco de Chaves-Girón de la Hoz y Carrillo de Mendoza ( ¿? - ¿? )       | Francisco de Chaves-Girón de la Hoz y Carrillo de Mendoza ( ¿? - ¿? )       | Francisco de Chaves-Girón de la Hoz y Carrillo de Mendoza ( ¿? - ¿? )       | Francisco de Chaves-Girón de la Hoz y Carrillo de Mendoza ( ¿? - ¿? )       |  |  |                                                                            |                                                               |                                                               |                                                               |                                                               |                                                               |  |  |  |  |  |  |  |  |  |  |
| Pedro de Chaves-Girón de la Hoz y Carrillo de Mendoza I marqués de Quintanar ( ¿? - ¿? ) | Pedro de Chaves-Girón de la Hoz y Carrillo de Mendoza I marqués de Quintanar ( ¿? - ¿? ) | Pedro de Chaves-Girón de la Hoz y Carrillo de Mendoza I marqués de Quintanar ( ¿? - ¿? ) | Pedro de Chaves-Girón de la Hoz y Carrillo de Mendoza I marqués de Quintanar ( ¿? - ¿? ) | Pedro de Chaves-Girón de la Hoz y Carrillo de Mendoza I marqués de Quintanar ( ¿? - ¿? ) | Pedro de Chaves-Girón de la Hoz y Carrillo de Mendoza I marqués de Quintanar ( ¿? - ¿? ) |  |  | Francisco de Chaves-Girón de la Hoz y Carrillo de Mendoza ( ¿? - ¿? )                 | Francisco de Chaves-Girón de la Hoz y Carrillo de Mendoza ( ¿? - ¿? )       | Francisco de Chaves-Girón de la Hoz y Carrillo de Mendoza ( ¿? - ¿? )       | Francisco de Chaves-Girón de la Hoz y Carrillo de Mendoza ( ¿? - ¿? )       | Francisco de Chaves-Girón de la Hoz y Carrillo de Mendoza ( ¿? - ¿? )       | Francisco de Chaves-Girón de la Hoz y Carrillo de Mendoza ( ¿? - ¿? )       |  |  |                                                                            |                                                               |                                                               |                                                               |                                                               |                                                               |  |  |  |  |  |  |  |  |  |  |
|                                                                                          |                                                                                          |                                                                                          |                                                                                          |                                                                                          |                                                                                          |  |  | Manuel de Chaves y Contreras II marqués de Quintanar (1680-1767)                      |                                                                             |                                                                             |                                                                             |                                                                             |                                                                             |  |  |                                                                            |                                                               |                                                               |                                                               |                                                               |                                                               |  |  |  |  |  |  |  |  |  |  |
|                                                                                          |                                                                                          |                                                                                          |                                                                                          |                                                                                          |                                                                                          |  |  |                                                                                       |                                                                             |                                                                             |                                                                             |                                                                             |                                                                             |  |  |                                                                            |                                                               |                                                               |                                                               |                                                               |                                                               |  |  |  |  |  |  |  |  |  |  |
|                                                                                          |                                                                                          |                                                                                          |                                                                                          |                                                                                          |                                                                                          |  |  | Francisco José de Chaves-Girón y Contreras-Girón III marqués de Quintanar (1730- ¿? ) |                                                                             |                                                                             |                                                                             |                                                                             |                                                                             |  |  |                                                                            |                                                               |                                                               |                                                               |                                                               |                                                               |  |  |  |  |  |  |  |  |  |  |
|                                                                                          |                                                                                          |                                                                                          |                                                                                          |                                                                                          |                                                                                          |  |  |                                                                                       |                                                                             |                                                                             |                                                                             |                                                                             |                                                                             |  |  |                                                                            |                                                               |                                                               |                                                               |                                                               |                                                               |  |  |  |  |  |  |  |  |  |  |
|                                                                                          |                                                                                          |                                                                                          |                                                                                          |                                                                                          |                                                                                          |  |  | Victoriano de Chaves-Girón y Contreras-Girón IV marqués de Quintanar (1765-1845)      |                                                                             |                                                                             |                                                                             |                                                                             |                                                                             |  |  |                                                                            |                                                               |                                                               |                                                               |                                                               |                                                               |  |  |  |  |  |  |  |  |  |  |
|                                                                                          |                                                                                          |                                                                                          |                                                                                          |                                                                                          |                                                                                          |  |  |                                                                                       |                                                                             |                                                                             |                                                                             |                                                                             |                                                                             |  |  |                                                                            |                                                               |                                                               |                                                               |                                                               |                                                               |  |  |  |  |  |  |  |  |  |  |
|                                                                                          |                                                                                          |                                                                                          |                                                                                          |                                                                                          |                                                                                          |  |  | Francisco de Paula de Chaves y Artacho VIII conde de Santibáñez del Río (1798-1833)   |                                                                             |                                                                             |                                                                             |                                                                             |                                                                             |  |  |                                                                            |                                                               |                                                               |                                                               |                                                               |                                                               |  |  |  |  |  |  |  |  |  |  |
|                                                                                          |                                                                                          |                                                                                          |                                                                                          |                                                                                          |                                                                                          |  |  |                                                                                       |                                                                             |                                                                             |                                                                             |                                                                             |                                                                             |  |  |                                                                            |                                                               |                                                               |                                                               |                                                               |                                                               |  |  |  |  |  |  |  |  |  |  |
|                                                                                          |                                                                                          |                                                                                          |                                                                                          |                                                                                          |                                                                                          |  |  |                                                                                       |                                                                             |                                                                             |                                                                             |                                                                             |                                                                             |  |  |                                                                            |                                                               |                                                               |                                                               |                                                               |                                                               |  |  |  |  |  |  |  |  |  |  |
|                                                                                          |                                                                                          |                                                                                          |                                                                                          |                                                                                          |                                                                                          |  |  | Francisco de Paula de Chaves y Centurión V marqués de Quintanar (1821-1854)           | Francisco de Paula de Chaves y Centurión V marqués de Quintanar (1821-1854) | Francisco de Paula de Chaves y Centurión V marqués de Quintanar (1821-1854) | Francisco de Paula de Chaves y Centurión V marqués de Quintanar (1821-1854) | Francisco de Paula de Chaves y Centurión V marqués de Quintanar (1821-1854) | Francisco de Paula de Chaves y Centurión V marqués de Quintanar (1821-1854) |  |  | María Soledad de Chaves y Centurión (1817-1876)                            | María Soledad de Chaves y Centurión (1817-1876)               | María Soledad de Chaves y Centurión (1817-1876)               | María Soledad de Chaves y Centurión (1817-1876)               | María Soledad de Chaves y Centurión (1817-1876)               | María Soledad de Chaves y Centurión (1817-1876)               |  |  |  |  |  |  |  |  |  |  |
|                                                                                          |                                                                                          |                                                                                          |                                                                                          |                                                                                          |                                                                                          |  |  | Francisco de Paula de Chaves y Centurión V marqués de Quintanar (1821-1854)           | Francisco de Paula de Chaves y Centurión V marqués de Quintanar (1821-1854) | Francisco de Paula de Chaves y Centurión V marqués de Quintanar (1821-1854) | Francisco de Paula de Chaves y Centurión V marqués de Quintanar (1821-1854) | Francisco de Paula de Chaves y Centurión V marqués de Quintanar (1821-1854) | Francisco de Paula de Chaves y Centurión V marqués de Quintanar (1821-1854) |  |  | María Soledad de Chaves y Centurión (1817-1876)                            | María Soledad de Chaves y Centurión (1817-1876)               | María Soledad de Chaves y Centurión (1817-1876)               | María Soledad de Chaves y Centurión (1817-1876)               | María Soledad de Chaves y Centurión (1817-1876)               | María Soledad de Chaves y Centurión (1817-1876)               |  |  |  |  |  |  |  |  |  |  |
|                                                                                          |                                                                                          |                                                                                          |                                                                                          |                                                                                          |                                                                                          |  |  | Francisco de Paula de Chaves y Armada VI marqués de Quintanar (1848-1910)             | Francisco de Paula de Chaves y Armada VI marqués de Quintanar (1848-1910)   | Francisco de Paula de Chaves y Armada VI marqués de Quintanar (1848-1910)   | Francisco de Paula de Chaves y Armada VI marqués de Quintanar (1848-1910)   | Francisco de Paula de Chaves y Armada VI marqués de Quintanar (1848-1910)   | Francisco de Paula de Chaves y Armada VI marqués de Quintanar (1848-1910)   |  |  | Antonio Gallego y Chaves VII marqués de Quintanar (1856-1916)              | Antonio Gallego y Chaves VII marqués de Quintanar (1856-1916) | Antonio Gallego y Chaves VII marqués de Quintanar (1856-1916) | Antonio Gallego y Chaves VII marqués de Quintanar (1856-1916) | Antonio Gallego y Chaves VII marqués de Quintanar (1856-1916) | Antonio Gallego y Chaves VII marqués de Quintanar (1856-1916) |  |  |  |  |  |  |  |  |  |  |
|                                                                                          |                                                                                          |                                                                                          |                                                                                          |                                                                                          |                                                                                          |  |  | Francisco de Paula de Chaves y Armada VI marqués de Quintanar (1848-1910)             | Francisco de Paula de Chaves y Armada VI marqués de Quintanar (1848-1910)   | Francisco de Paula de Chaves y Armada VI marqués de Quintanar (1848-1910)   | Francisco de Paula de Chaves y Armada VI marqués de Quintanar (1848-1910)   | Francisco de Paula de Chaves y Armada VI marqués de Quintanar (1848-1910)   | Francisco de Paula de Chaves y Armada VI marqués de Quintanar (1848-1910)   |  |  | Antonio Gallego y Chaves VII marqués de Quintanar (1856-1916)              | Antonio Gallego y Chaves VII marqués de Quintanar (1856-1916) | Antonio Gallego y Chaves VII marqués de Quintanar (1856-1916) | Antonio Gallego y Chaves VII marqués de Quintanar (1856-1916) | Antonio Gallego y Chaves VII marqués de Quintanar (1856-1916) | Antonio Gallego y Chaves VII marqués de Quintanar (1856-1916) |  |  |  |  |  |  |  |  |  |  |
|                                                                                          |                                                                                          |                                                                                          |                                                                                          |                                                                                          |                                                                                          |  |  |                                                                                       |                                                                             |                                                                             |                                                                             |                                                                             |                                                                             |  |  | Fernando Gallego de Chaves y Calleja VIII marqués de Quintanar (1889-1974) |                                                               |                                                               |                                                               |                                                               |                                                               |  |  |  |  |  |  |  |  |  |  |
|                                                                                          |                                                                                          |                                                                                          |                                                                                          |                                                                                          |                                                                                          |  |  |                                                                                       |                                                                             |                                                                             |                                                                             |                                                                             |                                                                             |  |  |                                                                            |                                                               |                                                               |                                                               |                                                               |                                                               |  |  |  |  |  |  |  |  |  |  |
|                                                                                          |                                                                                          |                                                                                          |                                                                                          |                                                                                          |                                                                                          |  |  |                                                                                       |                                                                             |                                                                             |                                                                             |                                                                             |                                                                             |  |  | Antonio Gallego de Chaves y Escudero IX marqués de Quintanar (1935- ¿? )   |                                                               |                                                               |                                                               |                                                               |                                                               |  |  |  |  |  |  |  |  |  |  |